# Flower Flower
Flower Flower (フラワー フラワー, Furawā Furawā, estilizada como FLOWER FLOWER) é uma banda de rock Japonêsa que foi formada em 2013 pelo cantora e compositora japonesa Yui. O grupo estreou com o single "Tsuki" (2013).

## Biografia
A vocalista Yui é uma música de Fukuoka, que originalmente estreou com carreira solo, sob a Sony Music Entertainment Japan , em 2005, após uma audição em 2004. Ela lançou cinco álbuns de estúdio, entre 2006 e 2011, os quais foram bem sucedidos comercialmente. Algumas de suas mais famosas canções incluem "Good-bye Days" (2006), a música-tema para o filme Sol da Meia-noite , que ela estrelou como Xeroderma Pigmentosum sofredor Kaoru Amane, e a música "Cherry" (2007), os quais foram certificados de milhões de vendas pela RIAJ. Em novembro de 2012, Yui anunciou sua intenção de se aposentar da música como solista.
Flower Flower foi formada no início de 2013, composta por músicos que Yui respeitava. Destes se incluem o tecladista Mura☆Jun, conhecido como Jun Murayama, membro da banda Venomstrip e músico de estúdio, bem como Mafumafu, também compõe o grupo o baixista Katsuhiro Mafune, e o baterista Norihide Saji, conhecidos na banda Sacchan.
A banda começou com sessões de gravação, seguido por uma série de show 'secretos' ao vivo em todo o Japão em Março de 2013. O projeto foi anunciado oficialmente em abril de 2013, seguido por uma série de performances em festivais. O grupo lançou seu primeiro single "Tsuki" digitalmente, em junho, usada em um comercial da campanha para o provedor de celular au. O grupo participou de festivais como Join Live, o Festival de Rock do Japão e o Countdown Japan.
Em Maio de 2014, a banda lançou a sua segunda música, "Kamisama". Em junho, foi anunciado que a Flower Flower iria executar as quatro músicas-tema para a adaptação live-action do mangá "Pequena Floresta", de Daisuke Igarashi, lançado em duas partes, em agosto de 2014 e fevereiro de 2015. Flower Flower toca as músicas-tema para cada estação do ano, com o verão e o outono lançado em 2014 e o inverno e a primavera de 2015.
O nome de Flower Flower, foi escolhido porque Yui queria algo natural no nome de sua banda.

## Discografia

### Álbum de estúdio
| Título                                 | Detalhes do álbum                                                                                                 | Posições de pico | Posições de pico | Vendas (JPN) |
| Título                                 | Detalhes do álbum                                                                                                 | JPN              | KOR No exterior  | Vendas (JPN) |
| -------------------------------------- | --- | ---------------- | ---------------- | ------------ |
| Mi (実, "Fruta")                       | - Lançado em: 26 de novembro, 2014 (JPN) - Gravadora: Sony Music Records - Formatos: CD, CD/DVD, digital download | 5                | 24               | 34,000       |
| Spotlight (スポットライト, "Holofote") | - Lançamento: 14 de Março de 2018 (JPN) - Gravadora: Sony Music Records - Formatos: CD, CD/DVD, digital download  | 9                | 7,000            |              |

### Extended play
| Título              | Detalhes do álbum | Posições de pico | Vendas (JPN) |
| Título              | Detalhes do álbum | JPN              | Vendas (JPN) |
| ------------------- | --- | ---------------- | ------------ |
| Shiki (色, "Cores") | - Lançado em: 18 de fevereiro de 2015 (JPN) - Gravadora: Sony Music Records - Formatos: CD, CD/DVD, download digital | 10               | 12,000       |

### Singles
| Título                                                   | Ano  | Pico do gráfico de posições | Álbum |
| Título                                                   | Ano  | JPN Hot 100                 | Álbum |
| -------------------------------------------------------- | ---- | --------------------------- | ----- |
| "Tsuki" (月, "Lua")                                      | 2013 | 37                          | Mi    |
| "Kamisama" (神様, "Deus")                                | 2014 | 70                          | Mi    |
| "Natsu" (夏, "Verão")                                    | 2014 | —                           | Shiki |
| "Aki" (秋, "Outono")                                     | 2014 | —                           | Shiki |
| "Subarashii Sekai" (素晴らしい世界, "Mundo Maravilhoso") | 2014 | 81                          | Mi    |
| "Takaramono" (宝物, "Tesouro")                           | 2016 | 31                          | TBA   |